# Jakob Frederik Kinch
Jakob Frederik Kinch, född den 23 maj 1817 i Vordingborg, död den 16 september 1888 i Ribe, var en dansk historiker, far till Karl Frederik Kinch.
Kinch blev 1844 filologie kandidat och 1847 adjunkt (1858 överlärare) i Ribe, där han stannade till sin död. Kinchs huvudverk är Ribe Bys Historie og Topografi (till 1660; 2 band, 1869–84), ett värdefullt och innehållsrikt arbete, byggt på grundliga studier i stadsarkivet. Förutom en rad historisk-topografiska tidskriftsuppsatser lämnade han Bidrag til en Textkritik af Saxos 7 sidste Bøger (1874) och skrev Om den danske Adels Udspring fra Thinglid (1875).